# Dukuh Klopo
Dukuh Klopo is een bestuurslaag in het regentschap Jombang van de provincie Oost-Java, Indonesië. Dukuh Klopo telt 5238 inwoners (volkstelling 2010).